# Liaño
Liaño es una localidad del municipio de Villaescusa (Cantabria, España). En 2020 contaba con una población de 1.464 habitantes (INE). La localidad está a 55 metros de altitud, y a 3 kilómetros de la capital municipal La Concha. Dista a unos 7 km de Santander, capital de Cantabria y a unos 15 km de las playas de Somo y 7 km de las playas de La Magdalena y Sardinero, en Santander. 
El Parque de la Naturaleza de Cabárceno se encuentra a unos 4 km de esta localidad, siendo también entrada a los Valles Pasiegos desde la salida de la autovía S30 (Ronda de la Bahía). Celebra cinco fiestas locales: Santa Ana (26 julio), San Roque (16 de agosto), Santa Rosa (23 de agosto), La Virgen de Socabarga (8 de septiembre y patrona del municipio) y la Verbena de la Panoja (último sábado de septiembre).
Su ubicación se encuentra entre la ría de Solía y el macizo de Peña Cabarga, gozando de una bella panorámica sobre la bahía de Santander. Su punto más alto lo constituye el alto de Piedras Blancas (455 m) desde donde se puede visualizar una amplia panorámica.